# Saint-Romans
Saint-Romans är en kommun i departementet Isère i regionen Auvergne-Rhône-Alpes i sydöstra Frankrike. Kommunen ligger i kantonen Pont-en-Royans som tillhör arrondissementet Grenoble. År 2022 hade Saint-Romans 1 849 invånare.

## Befolkningsutveckling
Antalet invånare i kommunen Saint-Romans
Referens:INSEE

## Vänorter
- Roccasecca dei Volsci, Italien (2003)